# パテナの神様!
『パテナの神様!』（パテナのかみさま!）は、2012年11月7日から2013年9月25日まで毎週水曜日の23:58 - 翌0:59（JST）に毎日放送（MBSテレビ）で放送されていた教養バラエティ番組。
当番組のキャッチフレーズは、「日常に潜む素朴な疑問を徹底解明!究極のQ&Aバラエティー」。放送上は、千原ジュニアおよびロザンの冠番組扱いで、「ジュニア×ロザン パテナの神様!」というタイトルを付けていた。
なお、番組開始から2013年3月27日までは、関西ローカルで毎週水曜日の23:50 - 翌0:55に放送。同年4月以降は、毎日放送の系列局である北海道放送・山陽放送でも、遅れネットを実施している。

## 概要
毎回1つのテーマについて、千原ジュニア・ロザンと複数のスタジオゲスト（以下では便宜上「パネラー」と表記）や視聴者などから寄せられた「パテナ」（「日常生活でパッと思いついたハテナ」の略称）を、番組独自の取材・調査による検証で解明した。
当番組では、1つの「パテナ」に対して、15分程度の検証VTRを制作。桂三度が「パテナの神様」という肩書で、ナレーターを担当する。放送上は、検証結果の一部を「?」で伏せた文章を最初に表示してから、検証のプロセスを徐々に紹介。「パテナ」の検証中に疑問が生じた場合には、その疑問も「新たなパテナ」として検証の対象に入れていた。
検証VTRの最後には、「?」の部分を完全に明かしたうえで、大阪市営地下鉄長堀鶴見緑地線の駅で電車の発車時に使われるメロディーを放送。パネラーは、VTRでの検証内容を基に、「ピックリ!」（「ビックリ」という驚きの表現にちなんだ造語）という単位で自身の納得度を評価していた。
また、MBSスタジオ in USJで収録されるスタジオパートでは、セットのパネラー席ごとに「ピックリ!ボタン」を設置。検証VTRを見た後で「ピックリ!ボタン」を押すと、各自の席の前に設けられた「?」型のスティックが、左斜め上方向へ「!」字状に立ち上がるようになっていた。パネリストが全員一斉に「ピックリ!ボタン」を押した場合には、放送上「全員ピックリ!」（最高の納得度を示す単位）という字幕が流れるが、放送上はパネラーへの特典を一切設けなかった。
2013年1月3日（木曜日）の17:00 - 18:15には、特別番組として『パテナの神様!お正月スペシャル〜おせちもいいけどコンビニもね〜』を放送。これを機に、番組の構成を大きく変えている。同年4月以降のMBS放送分では、エンディングで今後検証・放送する予定の「パテナ」を紹介。放送回によっては、今後の「パテナ」に関する「ピックリ情報」を視聴者から募集する旨の字幕を、エンディングや番組中に流すこともあった。
ちなみに検証VTRでは、アシスタントディレクター（AD）が予備調査や電話での取材依頼に奔走する様子を紹介するなど、『シルシルミシルさんデー』（テレビ朝日制作、関西地方ではABCテレビで放送）を強く意識した演出や編集を施すことが多かった。桂三度も、ナレーションでたびたびその旨に言及している。
2013年9月11日に放送された事実上の総集編「ADが選ぶ!ロケが大変やったけど・・・激ピックリ映像　撮れたランキング!」によれば、番組開始から直近の放送分（同年9月4日「終活」）までに放送で取り上げた「パテナ」の総数は152個、「パテナ」の調査・検証に費やした時間は延べ1,023時間（未公開映像を含めたVTRの収録時間で計算）に及んだという。同年9月25日（MBS放送分）の「最終回スペシャル」で放送を終了。

## 主な出演者
- 千原ジュニア（千原兄弟、放送上のキャラクターは「ヒラメキ脳」）
  - 前番組『千原ジュニアのまぶしいチカラ』から続投
- ロザン
  - 菅広文（放送上のキャラクターは「凡人脳」）
  - 宇治原史規（放送上のキャラクターは「知識脳」）
- 吉竹史（出演期間中は毎日放送アナウンサー、放送上の肩書は「MBSパテナウンサー」）
  - スタジオアシスタントとして、「パテナ」や検証VTRでの補足情報を紹介。収録中には、白い羽根、「?」の形をした黄色の頭飾り、天使風の白いドレスを着用する。また、VTRによってはナレーターを兼務することがあった。
- 桂三度（ナレーター、放送上の肩書は「パテナの神様」）
  - ナレーションでは、「世界のナベアツ」名義で披露する芸風と同じく、数字の「3」を絶叫。テレビ番組での「お約束」[注 4]をあえて強調したり、VTRに登場する人物にツッコミを入れたりすることも多かった。
  - 原則として映像には姿を見せず、「パテナの神様」としての似顔絵が使われていた。ただし、「携帯電話」をテーマに扱った2013年9月18日放送分のロケでは、一般人に交じって私服姿で月亭八光からのインタビュー映像に登場。さらに、最終回のエンディングでは、「パテナの神様」として最初で最後の“スタジオ降臨”を果たした。
- 円広志（パネラーとして頻繁に出演）
- 西川忠志
  - パネラーか「パテナの天使」（検証VTRのリポーター）として、ほぼ毎回出演。「パテナの天使」としては、スタッフから検証のテーマを事前に知らされないまま、律儀かつ前向きな姿勢で体当たりの検証に臨むことが多かった。
- 天津（木村卓寛・向清太朗）
  - 主に「パテナの天使」として出演。飲食物を「パテナ」のテーマに取り上げるたびに放送する「～会社の社員が1番うまいと認める他社商品」（ある食品・飲料メーカーの社長から承諾を得たうえで、社員や役員の自宅で同業他社のお気に入り商品を探す企画）では、戸別訪問形式による調査を担当していた。

パネラーとして出演したスタジオゲストや、「パテナの天使」として登場したタレント・芸人は#放送内容で詳述。「パテナの天使」については、番組スタッフが務める場合を含めて、白い羽根と前述の頭飾りを必ず付けていた。ただし、「パテナの天使」以外にも、千原ジュニア・ロザン・吉竹のいずれか1名（1組）が「パテナ」の検証ロケに登場することがあった。

## 構成
以下に記す放送時期は、いずれもMBSテレビでの放送分を基準。

### 番組開始から2012年12月末まで
パネラーが提示した「パテナ」を、収録前に公式サイトで発表。毎回100名の視聴者を対象に、「最も答えを知りたい『パテナ』はどれか?」という質問を投げ掛けたうえで、回答数の多い「パテナ」から順にランキングを作成していた。なお、このランキングは、収録に入るまでパネリストに知らされていなかった。
放送ではまず、ランキング1位と最下位以外の「パテナ」を、吉竹が下位から順に発表。「パテナ」を発表するたびに、パネラーによる予想→検証VTRの鑑賞→パネリストによる評価を繰り返していた。最後に、1位の「パテナ」を紹介。その一方で、最下位の「パテナ」については、「クズパテナ」と称して検証VTRを放送しなかった（放送後に公式サイトで該当の動画を配信）。

### 2013年1月から番組終了まで
街頭インタビューなどを通じて視聴者から「パテナ」を集める一方で、パネラーから出された「パテナ」の公表や、ランキングの作成・公表を廃止。番組スタッフが選んだ複数の「パテナ」について、該当する「パテナ」を寄せた人物の年齢・職業をナレーションと字幕で紹介してから、検証VTRを流す。ただし、ホテルを「パテナ」のテーマに取り上げた2013年2月13日の放送では、パネラーの「パテナ」も一斉に公表した。
本編に入る前には、宇治原が千原ジュニアに促される格好で、当日のテーマにまつわる蘊蓄（豆知識）を必ず披露。放送週によっては、スタジオやVTRに登場するゲストも蘊蓄を披露したり、当日のテーマにちなんだ「パテナ」を宇治原が持ち前の蘊蓄で解決するコーナー「ちょ～だい!宇治ペディア」を放送したりしている。2013年8月7日のレギュラー放送では、宇治原が過去のスタジオ収録で披露しながら編集で割愛された蘊蓄をテーマに、「ちょ～だい!宇治ペディアスペシャル」を編成した（後述）。
また、スタッフによる調査・取材風景を映したVTRを放送したり、宇治原に内緒で宇治原の実母が本名でVTRへ出演したりする機会が増加。終活を「パテナ」のテーマに扱った同年9月4日の放送からは、「劇団パテナ」と称してスタッフおよび宇治原の実母が登場する再現VTRを、「パテナ」の検証内容に応じて制作・放送するようになった。
なお、最終回では「出演者へのパテナ」をテーマに、円・西川・菅・千原ジュニアに関して視聴者から寄せられた「パテナ」を検証。それまでVTRにだけ出演していたスタッフの一部がオープニング、「パテナの神様」に扮した桂三度がエンディングでスタジオに登場した。

## 放送内容
MBSテレビでの放送分を基準に記載。

放送回数は、スペシャル番組を含めて、初回放送からの通算回数で表記。

「主な検証人」は、検証VTRにのみ出演した著名人。そのうち、斜体で記した人物は「パテナの天使」として登場。

### 2012年
パネラーについては、「パテナ」に関する前述のランキングで順位の高い順に記載。
| 放送回数 | 放送日   | テーマ   | パネラー | 主な検証人                                     |
| -------- | -------- | -------- | --- | ---------------------------------------------- |
| 01       | 11月7日  | トイレ   | 西川忠志、菅広文（ロザン）、河本準一（次長課長）、ローラ、千原ジュニア（千原兄弟）、宇治原史規（ロザン）                                              | 中村豪（やるせなす）、トミーズ健               |
| 02       | 11月14日 | ペット   | 菊地亜美（アイドリング!!!）、菅広文（ロザン）、藤本敏史・原西孝幸（FUJIWARA）、ほっしゃん。、西川忠志、千原ジュニア（千原兄弟）、宇治原史規（ロザン） | 矢部太郎（カラテカ）、川島なお美               |
| 03       | 11月21日 | 電車     | 宇治原史規（ロザン）、小森純、中川剛・中川礼二（中川家）、菅広文（ロザン）、円広志、トータルテンボス（大村朋宏・藤田憲右）、千原ジュニア（千原兄弟）  | 西川忠志、南田裕介、川島令三                   |
| 04       | 11月28日 | 睡眠     | 鈴木奈々、円広志、菅広文（ロザン）、武井壮、千原ジュニア（千原兄弟）、宇治原史規（ロザン）                                                            | 博多華丸（博多華丸・大吉）、ビューティーこくぶ |
| 05       | 12月5日  | 回転寿司 | 鈴木奈々、宇治原史規（ロザン）、千原ジュニア（千原兄弟）、西川忠志、月亭八光、菅広文（ロザン）                                                        | 矢野勝也（矢野・兵動）、もう中学生             |
| 06       | 12月12日 | 通販     | 宇治原史規（ロザン）、たむらけんじ、菅広文（ロザン）、海原やすよ・ともこ、円広志、千原ジュニア（千原兄弟）                                            | 西川忠志                                       |
| 07       | 12月19日 | 冷凍食品 | 菅広文（ロザン）、円広志、平愛梨、トミーズ健、宇治原史規（ロザン）、ハイヒールモモコ、千原ジュニア（千原兄弟）                                        | 木村卓寛・向清太朗（天津）、オモロー山下       |

### 2013年
| 放送回数 | 放送日  | テーマ                                                              | パネラー | 主な検証人 |
| -------- | ------- | ------------------------------------------------------------------- | --- | --- |
| 08       | 1月3日  | コンビニ                                                            | 千原ジュニア（千原兄弟）、宇治原史規・菅広文（ロザン）、円広志、たむらけんじ、品川祐（品川庄司）、西山茉希                                                              | 1月3日：西川忠志、ヒデ（ペナルティ） 、光浦靖子・大久保佳代子（オアシズ）、真栄田賢・内間政成（スリムクラブ）、木本武宏・木下隆行（TKO） 1月9日：原田良也・下林朋央（ファミリーレストラン）、林健・毛利大亮（ギャロップ）、トキ・田崎佑一（藤崎マーケット）、田中一彦・武智正剛（スーパーマラドーナ） |
| 09       | 1月9日  | コンビニ                                                            | 千原ジュニア（千原兄弟）、宇治原史規・菅広文（ロザン）、円広志、たむらけんじ、品川祐（品川庄司）、西山茉希                                                              | 1月3日：西川忠志、ヒデ（ペナルティ） 、光浦靖子・大久保佳代子（オアシズ）、真栄田賢・内間政成（スリムクラブ）、木本武宏・木下隆行（TKO） 1月9日：原田良也・下林朋央（ファミリーレストラン）、林健・毛利大亮（ギャロップ）、トキ・田崎佑一（藤崎マーケット）、田中一彦・武智正剛（スーパーマラドーナ） |
| 10       | 1月16日 | 結婚式                                                              | 千原ジュニア（千原兄弟）、宇治原史規・菅広文（ロザン）、海原やすよ・ともこ、多田健二・山田與志（COWCOW）、原幹恵                                                        | 西川忠志、丸山晴美、ひぐちまり（結婚ジャーナリスト） |
| 11       | 1月23日 | ブラジャー                                                          | 千原ジュニア（千原兄弟）、宇治原史規・菅広文（ロザン）、円広志、原幹恵、重盛さと美                                                                                      | 非常階段シルク、浅香あき恵、未知やすえ、島田珠代、今野杏南、川村エミコ（たんぽぽ）、佐藤夢 |
| 12       | 1月30日 | カラオケ                                                            | 千原ジュニア（千原兄弟）、菅広文・宇治原史規（ロザン）、円広志、河本準一（次長課長）、福田彩乃                                                                          | 西川忠志、大山英雄 |
| 13       | 2月6日  | インスタント麺                                                      | 千原ジュニア（千原兄弟）、宇治原史規・菅広文（ロザン）、円広志、FUJIWARA（藤本敏史・原西孝幸）、坂口杏里                                                                | 天津（木村卓寛・向清太朗） |
| 14       | 2月13日 | ホテル                                                              | 千原ジュニア（千原兄弟）、宇治原史規・菅広文（ロザン）、円広志、海原やすよ・ともこ、小島瑠璃子                                                                          | 月亭八光、田崎佑一（藤崎マーケット）、浜本広晃（テンダラー） |
| 15       | 2月20日 | TSUTAYA                                                             | 千原ジュニア（千原兄弟）、宇治原史規・菅広文（ロザン）、円広志、小島瑠璃子、コカドケンタロウ・中岡創一（ロッチ）                                                        | 西川忠志、島田一の介、すっちー、レギュラー（松本康太・西川晃啓） |
| 16       | 2月27日 | 東京ディズニーランド                                                | 千原ジュニア（千原兄弟）、宇治原史規・菅広文（ロザン）、円広志、小島瑠璃子、矢野勝也・兵動大樹（矢野・兵動）                                                            | 西川忠志、藤本敏史（FUJIWARA）、綾部祐二（ピース）、夏川純、上田康幸（ツートンカラー）、天津（木村卓寛・向清太朗） |
| 17       | 3月6日  | 西川忠志（総集編「それゆけ!忠志スペシャル」）                       | 千原ジュニア（千原兄弟）、宇治原史規・菅広文（ロザン） | 西川忠志（検証を担当した「電車」「コンビニ」「通販」のVTRを再放送） |
| 18       | 3月13日 | 東京ディズニーシー                                                  | 千原ジュニア（千原兄弟）、宇治原史規・菅広文（ロザン）、円広志、西川忠志、小島瑠璃子                                                                                    | 千原ジュニア、浜本広晃・白川悟実（テンダラー）、上田康幸（ツートンカラー） |
| 19       | 3月20日 | 100円ショップ                                                       | 千原ジュニア（千原兄弟）、宇治原史規・菅広文（ロザン）、円広志、トミーズ健、海原やすよ・ともこ                                                                          | たむらけんじ、西川忠志 |
| 20       | 3月27日 | 新たなパテナスペシャル                                              | ※過去の放送分を参照（過去に放送した「パテナ」の総集編に未放送・追加取材映像を加えて放送したため）                                                                       | リー5世（追加取材分のみ記載） |
| 21       | 4月3日  | 不動産                                                              | 千原ジュニア（千原兄弟）、宇治原史規・菅広文（ロザン）、円広志、中川家礼二、misono                                                                                      | 西川忠志、浜本広晃・白川悟実（テンダラー） |
| 22       | 4月10日 | デパート                                                            | 千原ジュニア（千原兄弟）、宇治原史規・菅広文（ロザン）、円広志、海原やすよ・ともこ、浜本広晃・白川悟実（テンダラー）                                                    | 西川忠志、たむらけんじ |
| 23       | 4月17日 | カレー                                                              | 千原ジュニア（千原兄弟）、宇治原史規・菅広文（ロザン）、円広志、たむらけんじ、丸高愛実                                                                                  | 西川忠志、木村卓寛・向清太朗（天津）、藤森慎吾（オリエンタルラジオ） |
| 24       | 4月24日 | 写真                                                                | 千原ジュニア（千原兄弟）、宇治原史規・菅広文（ロザン）、円広志、海原やすよ・ともこ、石田靖                                                                              | 西川忠志、たむらけんじ |
| 25       | 5月1日  | 水族館                                                              | 千原ジュニア（千原兄弟）、宇治原史規・菅広文（ロザン）、円広志、ほっしゃん。、小野恵令奈                                                                                | 西川忠志、尾嵜豪（毎日放送テレビ営業局員） |
| 26       | 5月8日  | お菓子                                                              | 千原ジュニア（千原兄弟）、宇治原史規・菅広文（ロザン）、円広志、ハイヒールモモコ                                                                                        | 西川忠志、木村卓寛・向清太朗（天津） |
| 27       | 5月15日 | 通信販売                                                            | 千原ジュニア（千原兄弟）、宇治原史規・菅広文（ロザン）、円広志、ハイヒール（リンゴ・モモコ）、河本準一（次長課長）                                                      | 西川忠志、林健・毛利大亮（ギャロップ） |
| 28       | 5月22日 | 掃除                                                                | 千原ジュニア（千原兄弟）、宇治原史規・菅広文（ロザン）、円広志、海原やすよ・ともこ、トミーズ健                                                                          | 宇治原史規・菅広文（ロザン） |
| 29       | 5月29日 | 天気                                                                | 千原ジュニア（千原兄弟）、宇治原史規・菅広文（ロザン）、円広志、中川剛・中川礼二（中川家）                                                                              | 宇治原史規・菅広文（ロザン） |
| 30       | 6月5日  | 芸能スクープの裏側                                                  | 千原ジュニア（千原兄弟）、宇治原史規・菅広文（ロザン）、円広志、坂口杏里                                                                                                | 千原ジュニア、西川忠志、たむらけんじ |
| 31       | 6月12日 | 禁断のお金スペシャル                                                | 千原ジュニア（千原兄弟）、宇治原史規・菅広文（ロザン）、円広志、ソンミ                                                                                                  | 宇治原史規・菅広文（ロザン） |
| 32       | 6月19日 | 動物園                                                              | 千原ジュニア（千原兄弟）、宇治原史規・菅広文（ロザン）、円広志、小島瑠璃子                                                                                              | 西川忠志、柴田英嗣（アンタッチャブル） |
| 33       | 6月26日 | 未公開スペシャル                                                    | ※「睡眠」（#4）「水族館」（#25）「掃除」（#28）「芸能スクープの裏側」（#30）「禁断のお金スペシャル」（#31）における未公開映像（主にスタジオトーク）を再編集のうえで放送 | ※「睡眠」（#4）「水族館」（#25）「掃除」（#28）「芸能スクープの裏側」（#30）「禁断のお金スペシャル」（#31）における未公開映像（主にスタジオトーク）を再編集のうえで放送 |
| 34       | 7月3日  | 京都大学                                                            | 千原ジュニア（千原兄弟）、宇治原史規・菅広文（ロザン）、円広志、海原やすよ・ともこ                                                                                      | たむらけんじ |
| 35       | 7月10日 | 宇宙での暮らし方丸分かりスペシャル                                  | 千原ジュニア（千原兄弟）、宇治原史規・菅広文（ロザン）、円広志、重盛さと美                                                                                              | 宇治原史規・菅広文（ロザン） |
| 36       | 7月17日 | 知っているようで知らない梅田の秘密スペシャル                        | 千原ジュニア（千原兄弟）、宇治原史規・菅広文（ロザン）、円広志、海原やすよ・ともこ                                                                                      | 宇治原史規・菅広文（ロザン） |
| 37       | 7月24日 | USJ                                                                 | 千原ジュニア（千原兄弟）、宇治原史規・菅広文（ロザン）、円広志、団長安田（安田大サーカス）、春香クリスティーン                                                          | 宇治原史規・菅広文（ロザン）、団長安田、菊地亜美 |
| 38       | 7月31日 | カーナビ                                                            | 千原ジュニア（千原兄弟）、宇治原史規・菅広文（ロザン）、円広志、吉澤ひとみ                                                                                              | 浜本広晃・白川悟実（テンダラー）、たむらけんじ、月亭八光、濱家隆一（かまいたち） |
| 39       | 8月7日  | ちょ～だい!宇治ペディアスペシャル （デパート・宇宙・京都大学）      | 千原ジュニア（千原兄弟）、宇治原史規・菅広文（ロザン）、円広志、中川剛・中川礼二（中川家）、海原やすよ・ともこ、小島瑠璃子、重盛さと美                                  | 吉竹史 |
| 40       | 8月21日 | デパート                                                            | 千原ジュニア（千原兄弟）、宇治原史規・菅広文（ロザン）、円広志、中川家（中川剛・中川礼二）、小島瑠璃子                                                                  | 宇治原史規・菅広文（ロザン） |
| 41       | 8月28日 | 芸能スクープの裏側2                                                 | 千原ジュニア（千原兄弟）、宇治原史規・菅広文（ロザン）、円広志、海原やすよ・ともこ、田村裕（麒麟）、梶原雄太（キングコング）                                            | 千原ジュニア、山里亮太（南海キャンディーズ）、石田明・井上裕介（NON STYLE） |
| 42       | 9月4日  | 終活                                                                | 千原ジュニア（千原兄弟）、宇治原史規・菅広文（ロザン）、円広志、海原やすよ・ともこ、西川忠志                                                                            | 「劇団パテナ」 |
| 43       | 9月11日 | ADが選ぶ!ロケが大変やったけど・・・激ピックリ映像 撮れたランキング! | 千原ジュニア（千原兄弟）、宇治原史規・菅広文（ロザン）、円広志、海原やすよ・ともこ                                                                                      | 西川忠志、「劇団パテナ」 |
| 44       | 9月18日 | 携帯電話                                                            | 千原ジュニア（千原兄弟）、宇治原史規・菅広文（ロザン）、円広志、たむらけんじ、福本愛菜                                                                                  | 月亭八光、木暮祐一（青森公立大学准教授）、「劇団パテナ」 |
| 45       | 9月25日 | 最終回スペシャル                                                    | 千原ジュニア（千原兄弟）、宇治原史規・菅広文（ロザン）、円広志、西川忠志、桂三度                                                                                        | 西川きよし（長男・忠志に関する「パテナ」の検証ロケ中に偶然登場） |

## スタッフ
◎：「パテナの天使」として実名で検証VTRへ出演した経験のあるスタッフ

●：最終回にスタジオへ登場したスタッフ

- 構成：武輪真人、京都市行、友光哲也
- リサーチ：米原昌宏、高井祥、いいのりさ、石原亮
- TD／SW：高石和隆
- CAM：西嶋秀浩
- AUD：大谷紗代
- LD：吉田和之
- VE：徳永善行
- CG：ふっちー（渕野由美）
- 美術：松尾光生
- 美術進行：荒井春佳
- 装置：三宅愛友
- TK：福島陽子
- タイトル：村上喬視
- EED：野畑智樹、佐藤雅哉
- 音響効果：河原夕子、新谷明比古
- WEB：塩濱誠彦、杉村健太、後藤友里
- 編成：田渕伸一
- 宣伝：渡辺優子
- 協力：MBS企画、東通企画、C-BOX、ゾフィープロダクツ、Walk On、Jworks、PRF、トラッシュ、イングス、戯音工房、放送映画製作所、関西東通、アーチェリープロダクション、サウンドエースプロダクション、アスカプロ、仕事場、自由本舗
- 美術協力：グリーンアート、高津商会、新光企画、モア、藤貴園芸、三恵美術商会、中村陽子
- デスク：西城栄里
- AD：松戸みゆ◎、景山輝之、吉良哲平◎●、田中健太、加島あずさ（加島ちゃん）◎●[注 31]、成相宏明◎、松本一秀（カズヒデ、元・子役）◎●[注 32]、藤本純平
- ディレクター：石原直行◎、石田尚生、日下真行、山内健太郎◎、加老戸良徳、稲葉知周、渡邊恒史、吉井大二郎
- 総合演出：松本真樹、中村武史
- プロデューサー：田中良◎、田尻麻衣
- 制作協力：吉本興業
- 製作：毎日放送

## ネット局
| 放送対象地域   | 放送局            | 放送期間                      | 放送日時                     | 備考                         |
| -------------- | ----------------- | ----------------------------- | ---------------------------- | ---------------------------- |
| 近畿広域圏     | 毎日放送（MBS）   | 2012年11月7日 - 2013年9月25日 | 水曜 23:58 - 翌0:59          | 制作局                       |
| 北海道         | 北海道放送（HBC） | 2013年4月2日 - 10月29日       | 火曜 0:58 - 1:58（月曜深夜） | 33日遅れ、第9回より放送開始  |
| 岡山県・香川県 | 山陽放送（RSK）   | 2013年6月9日 - 2014年6月22日  | 日曜 13:00 - 14:00           | 285日遅れ、第3回より放送開始 |

制作局のMBSでは、日曜日の深夜（基本として0:50 - 1:50）や、水曜日・祝日の午後（主に『MBSドラマの光』枠）に随時再放送を実施。特別編成の影響で、本放送の時間を遅らせる週や、本放送を休止する週もあった。